# 고효준
고효준(高孝準, 1983년 2월 8일 ~ )은 KBO 리그 두산 베어스의 투수이다.

## 롯데 자이언츠시절
2002년 신인 드래프트에서 2차 1라운드 지명을 받아 입단하였다. 2003년에 심장 질환이 발견됐고, 당시 감독이었던 백인천이 '선수도 아니다'라며 방출을 통보했다.

## SK 와이번스시절
방출 후 2003년에 입단하였다.
2006년 ~ 2008년에는 부상과 건강 문제로 인해 별다른 활약을 보여주지 못했다. 그로 인해 2008년 말에는 당시 감독이었던 김성근에게 간절히 트레이드를 요청하기도 하는 등 개인적으로 힘든 시절을 보냈다. 그러나 김성근은 트레이드하지 않는 대신 더 열심히 하라고 보냈고, 그는 이를 기회로 삼았다. 2009년 시즌 첫 선발 등판이었던 4월 10일 히어로즈와의 경기에서 6이닝 2피안타, 2실점, 11탈삼진을 기록하며 시즌 첫 승을 기록했다. 2009년 시즌에는 선발과 불펜을 오가며 스윙맨으로 활약했고 11승과 전 구단 상대 승리 투수를 기록하며 일약 팀의 핵심 불펜으로 거듭났다. 그러나 2009년 한국시리즈에서는 볼넷을 많이 허용하며 주춤했다.
특히 그의 들쑥날쑥한 제구력 때문에 포수였던 박경완은 그를 두고 한때 팀에서 몸담았고 악명높았던 제구력으로 알려졌던 투수 김영수가 나가니까 그가 들어왔다고 말하기도 했다. 하지만 그는 2009년에 제구력을 탈삼진으로 커버했다.

## KIA 타이거즈시절
2016년에 임준혁과 트레이드됐다. 이적 후 우려와 달리 불펜에서 좋은 모습을 보여줬다. 2016년 8월 18일, 선발 투수가 부족한 팀 사정 때문에 오랜만에 선발 등판해 5이닝 2피안타, 3볼넷, 7탈삼진, 1실점을 기록했으나 팀이 패배하며 이적 후 첫 승에 실패했다.

## 롯데 자이언츠복귀
2018년 KBO 리그 2차 드래프트를 통해 이적하였다.
2019년 시즌 후 FA 자격을 취득해 1년 총액 1억 2,000만원에 잔류했다.
2020년 6월 21일 상무 야구단과의 2군 경기에 선발 등판해 3이닝 1피안타, 3탈삼진, 무실점을 기록했다. 그의 선발 등판은 1159일 만이었다.

## LG 트윈스시절
2021년 3월 1일에 입단하였다. 2021년 11월 11일에 방출됐다.

## SSG 랜더스시절
2022년에 입단하였다.

## 두산 베어스시절
2025년에 입단하였다.

## 별명
- 삼성전에 특히 강해 '삼성 킬러'라고 불린다.[10]
- 롤러코스터처럼 들쑥날쑥한 제구력[11] 때문에 '고롤코'라고 불린다.
- 영화 배우 김수로를 닮아 '고수로'라고 불린다.
- 삼진을 잡는 능력 때문에 '닥터 K'[12]라고 불린다.
- 팀 동료나 코치들은 '고도리'라고 부른다.
- 등판할 때 껌을 자주 씹어 '껌효준'이라고 불린다.

## 출신 학교
- 서원초등학교
- 세광중학교
- 세광고등학교

## 통산 기록
| 연도 | 팀명   | 평균자책점 | 경기 | 완투 | 완봉 | 승 | 패 | 세 | 홀 | 승률  | 타자 | 이닝 | 피안타 | 피홈런 | 볼넷 | 사구 | 탈삼진 | 실점 | 자책점 |
| ---- | ------ | ---------- | ---- | ---- | ---- | -- | -- | -- | -- | ----- | ---- | ---- | ------ | ------ | ---- | ---- | ------ | ---- | ------ |
| 2002 | 롯데   | 0.00       | 6    | 0    | 0    | 0  | 0  | 0  | 0  | -     | 15   | 3    | 5      | 0      | 1    | 0    | 3      | 1    | 0      |
| 2004 | SK     | 5.96       | 31   | 0    | 0    | 2  | 1  | 0  | 0  | 0.667 | 221  | 45⅓  | 45     | 5      | 38   | 9    | 37     | 35   | 30     |
| 2005 | SK     | 3.59       | 19   | 0    | 0    | 4  | 4  | 0  | 0  | 0.500 | 265  | 57⅔  | 28     | 2      | 47   | 16   | 67     | 27   | 23     |
| 2006 | SK     | 9.39       | 14   | 0    | 0    | 0  | 2  | 0  | 0  | 0.000 | 119  | 23   | 20     | 1      | 33   | 3    | 22     | 24   | 24     |
| 2007 | SK     | 5.40       | 1    | 0    | 0    | 0  | 0  | 0  | 0  | -     | 8    | 1⅔   | 2      | 1      | 0    | 0    | 2      | 1    | 1      |
| 2008 | SK     | 0.00       | 1    | 0    | 0    | 0  | 0  | 0  | 0  | -     | 4    | 1    | 0      | 0      | 1    | 0    | 1      | 0    | 0      |
| 2009 | SK     | 4.33       | 39   | 0    | 0    | 11 | 10 | 2  | 1  | 0.524 | 565  | 126⅔ | 98     | 12     | 81   | 14   | 152    | 69   | 61     |
| 2010 | SK     | 5.15       | 51   | 0    | 0    | 8  | 6  | 2  | 1  | 0.571 | 476  | 106⅔ | 106    | 16     | 61   | 5    | 101    | 68   | 61     |
| 2011 | SK     | 4.26       | 35   | 0    | 0    | 5  | 8  | 0  | 0  | 0.385 | 463  | 105⅔ | 87     | 4      | 69   | 6    | 89     | 55   | 50     |
| 2014 | SK     | 9.18       | 21   | 0    | 0    | 2  | 5  | 0  | 1  | 0.286 | 252  | 51   | 67     | 11     | 38   | 5    | 40     | 57   | 52     |
| 2015 | SK     | 6.18       | 30   | 0    | 0    | 0  | 3  | 0  | 0  | 0.000 | 246  | 51   | 61     | 8      | 31   | 4    | 43     | 37   | 35     |
| 2016 | KIA    | 6.07       | 24   | 0    | 0    | 0  | 2  | 0  | 2  | 0.000 | 222  | 46   | 54     | 6      | 29   | 2    | 52     | 39   | 31     |
| 2017 | KIA    | 4.28       | 40   | 0    | 0    | 3  | 1  | 0  | 4  | 0.750 | 186  | 40   | 44     | 1      | 22   | 5    | 35     | 19   | 19     |
| 2018 | 롯데   | 6.96       | 43   | 0    | 0    | 2  | 3  | 0  | 7  | 0.400 | 153  | 32⅓  | 33     | 3      | 23   | 0    | 39     | 27   | 25     |
| 2019 | 롯데   | 4.76       | 75   | 0    | 0    | 2  | 7  | 0  | 15 | 0.222 | 280  | 62⅓  | 58     | 6      | 36   | 3    | 72     | 34   | 33     |
| 2020 | 롯데   | 5.74       | 24   | 0    | 0    | 1  | 0  | 0  | 0  | 1.000 | 77   | 15⅓  | 14     | 3      | 11   | 3    | 11     | 10   | 10     |
| 2021 | LG     | 3.86       | 3    | 0    | 0    | 0  | 0  | 0  | 0  | -     | 10   | 2⅓   | 3      | 0      | 0    | 0    | 1      | 1    | 1      |
| 2022 | SSG    | 3.72       | 45   | 0    | 0    | 1  | 0  | 0  | 7  | 1.000 | 174  | 38⅔  | 35     | 1      | 20   | 2    | 35     | 18   | 16     |
| 2023 | SSG    | 4.50       | 73   | 0    | 0    | 4  | 1  | 0  | 13 | 0.800 | 262  | 58   | 49     | 3      | 42   | 3    | 66     | 31   | 29     |
| 2024 | SSG    | 8.18       | 26   | 0    | 0    | 2  | 1  | 0  | 5  | 0.667 | 109  | 22   | 23     | 4      | 20   | 1    | 27     | 20   | 20     |
| 통산 | 20시즌 | 5.27       | 601  | 0    | 0    | 47 | 54 | 4  | 56 | 0.455 | 4107 | 890  | 832    | 87     | 603  | 81   | 895    | 574  | 521    |

- 빨간 글씨는 한국 프로야구 역사상 최고 기록
- 굵은 글씨는 해당 시즌 최고 기록